# Macrium Reflect
Macrium Reflect es una utilidad de copia de seguridad para Microsoft Windows desarrollada por Paramount Software UK Ltd en 2006. Crea imágenes de disco y archivos de copia de seguridad de archivos mediante el Shadow Copy de Microsoft para garantizar la precisión de los datos en un «punto en el tiempo». Macrium Reflect puede realizar copias de seguridad de particiones completas o archivos y carpetas individuales en un único archivo comprimido montable, que se puede usar para restaurar imágenes exactas de las particiones en el mismo disco duro para la recuperación ante desastres, o en un nuevo disco duro para la migración de datos.
Ha recibido numerosas críticas favorables, y, a menudo, se recomienda y se utiliza como un programa de ejemplo para la clonación y los tutoriales de copia de seguridad.

## Descripción general
Macrium Reflect puede crear imágenes de copia de seguridad completas, incrementales y diferenciales, o realizar copias de seguridad de forma selectiva de archivos y carpetas individuales. Los datos se comprimen y cifran en tiempo real mediante compresión basada en LZ y algoritmos de cifrado AES. Las imágenes pueden montarse como una letra de unidad en el Explorador de Windows y restaurarse usando un CD Macrium Reflect Rescue personalizado. En caso de pérdida parcial o total del sistema, esta imagen se puede utilizar para restaurar el disco completo, una o más particiones o archivos y carpetas individuales.
Macrium Reflect puede clonar un disco en otro y restaurar una imagen en un nuevo hardware. Usando medios Macrium Reflect Rescue creados previamente (CD, DVD o dispositivo de memoria USB), los controladores críticos requeridos por el nuevo sistema se pueden insertar en la imagen tomada del sistema anterior, haciéndolo compatible con el nuevo hardware.
Las copias de seguridad de imágenes de Macrium Reflect creadas con cualquier versión anterior (ediciones gratuitas o de pago) se pueden restaurar con cualquier versión posterior.

### Administrador del sitio Macrium
Se encuentra disponible una consola de administración central que permite programar, restaurar y monitorear múltiples computadoras en red que ejecutan Macrium Reflect usando una interfaz de usuario de navegador web.

### Edición gratuita
Una edición gratuita y sin soporte está disponible para uso doméstico y comercial. Carece de algunas funciones de las versiones completas, como la copia de seguridad incremental (aunque incluye copia de seguridad diferencial), pero carece de algunas funciones que solo se encuentran en productos comerciales caros.